# Каньон-Сити (Орегон)
Каньон-Сити (англ. Canyon City) — город в США, административный центр округа Грант штата Орегон. Население — 660 человек (2020).

## География
Каньон-Сити расположен по координатам 44°23′35″ с. ш. 118°56′58″ з. д. (44.393010, -118.949485). По данным Бюро переписи населения США в 2010 году город имел площадь 3,65 км², вся площадь — суша.

## Демография
| Год переписи | Нас. |  | %±     |
| ------------ | ---- |  | ------ |
| 1870         | 250  |  | —      |
| 1880         | 393  |  | 57,2%  |
| 1890         | 304  |  | −22,6% |
| 1900         | 345  |  | 13,5%  |
| 1910         | 364  |  | 5,5%   |
| 1920         | 354  |  | −2,7%  |
| 1930         | 268  |  | −24,3% |
| 1940         | 312  |  | 16,4%  |
| 1950         | 508  |  | 62,8%  |
| 1960         | 654  |  | 28,7%  |
| 1970         | 600  |  | −8,3%  |
| 1980         | 639  |  | 6,5%   |
| 1990         | 648  |  | 1,4%   |
| 2000         | 669  |  | 3,2%   |
| 2010         | 703  |  | 5,1%   |
| 2020         | 660  |  | −6,1%  |

Согласно переписи 2010 года, в городе проживало 703 человека в 322 домохозяйствах в составе 198 семей. Плотность населения составляла 193 человека/км². Было 355 квартир (97/км²).
Расовый состав населения:
| - 95,2 % — белых - 2,7 % — коренных американцев - 0,3 % — азиатов |

К двум или более расам принадлежало 1,6 %. Доля испаноязычных составила 2,6 % всего населения.
По возрастному диапазону население распределялось следующим образом: 18,5 % — лица младше 18 лет, 60,3 % — лица в возрасте 18-64 лет, 21,2 % — лица в возрасте 65 лет и старше. Медиана возраста жителя составила 46,8 лет. На 100 человек женского пола в городе приходилось 82,6 мужчин; на 100 женщин в возрасте от 18 лет и старше — 91,6 мужчин также старше 18 лет.
Средний доход на одно домашнее хозяйство составил 43 984 доллара США (медиана — 36 528), а средний доход на одну семью — 52 121 доллар (медиана — 53 125). За чертой бедности находилось 9,8 % человек, в том числе 12,0 % детей в возрасте до 18 лет и 4,9 % лиц в возрасте 65 лет и старше.
Гражданское трудоустроенное население составляло 341 человек. Основные отрасли занятости: розничная торговля — 21,1 %, образование, здравоохранение и социальная помощь — 20,5 %, производство — 10,6 %, сельское хозяйство, лесничество, рыбалка — 10,0 %.